# Танзанія на літніх Олімпійських іграх 2012
На XXX літніх Олімпійських іграх, що проходили в Лондоні у 2012 році, Танзанія була представлена 6 спортсменами (4 чоловіками та 2 жінками) у трьох видах спорту — легка атлетика, бокс та плавання. Прапороносцем на церемоніях відкриття і закриття Олімпійських ігор була бігунка Закія Мрішо Могамед.
Країна вдванадцяте за свою історію взяла участь у літніх Олімпійських іграх. Атлети Танзанії не завоювали жодної медалі.

## Бокс
Чоловіки
| Спортсмени             | Категорія | 1/32                       | 1/16               | Чвертьфінал        | Півфінал           | Фінал              | Фінал      |
| Спортсмени             | Категорія | Суперник Результат         | Суперник Результат | Суперник Результат | Суперник Результат | Суперник Результат | Місце      |
| ---------------------- | --------- | -------------------------- | ------------------ | ------------------ | ------------------ | ------------------ | ---------- |
| Селемані Салум Кідунда | до 69 кг  | Василь Білоус (MDA) L 7–20 | не пройшов         | не пройшов         | не пройшов         | не пройшов         | не пройшов |

## Легка атлетика
Чоловіки
Трекові і шосейні дисципліни
| Спортсмен        | Дисципліна | Фінал     | Фінал |
| Спортсмен        | Дисципліна | Результат | Місце |
| ---------------- | ---------- | --------- | ----- |
| Фаустин Мусса    | марафон    | 2:17:39   | 33    |
| Самсон Рамадгані | марафон    | 2:24:53   | 66    |

Жінки
Трекові і шосейні дисципліни
| Спортсмен           | Дисципліна | Гіт       | Гіт   | Фінал      | Фінал      |
| Спортсмен           | Дисципліна | Результат | Місце | Результат  | Місце      |
| ------------------- | ---------- | --------- | ----- | ---------- | ---------- |
| Закія Мрішо Могамед | 5000 м     | 15:39.58  | 16    | не пройшла | не пройшла |

## Плавання
|           | Спортсмен      | Дисципліна           | Гіт     | Гіт       | Півфінал   | Півфінал   | Фінал      | Фінал      |
| Результат | Спортсмен      | Дисципліна           | Місце   | Результат | Місце      | Результат  | Місце      |            |
| --------- | -------------- | -------------------- | ------- | --------- | ---------- | ---------- | ---------- | ---------- |
| Чоловіки  | Аммар Гадіялі  | 100 м вільним стилем | 1:01.07 | 55        | не пройшов | не пройшов | не пройшов | не пройшов |
| Жінки     | Магдалена Моші | 100 м вільним стилем | 1:05.80 | 45        | не пройшла | не пройшла | не пройшла | не пройшла |